# Acestrorhynchus falcirostris
Acestrorhynchus falcirostris — вид риб родини Acestrorhynchidae.  Його описав Жорж Кюв’є в 1819 році як новий вид роду Hydrocyon.  Мешкає в річках Ориноко та Амазонка в районі Гаяни, при діапазоні рН 5,2–7,2 і діапазоні dH 5–18. Він досягає максимальної стандартної довжини 45 см. 
У раціон A. falcirostris входять риба, креветки та комахи.